# Jamay
Jamay är en ort i Mexiko.   Den ligger i kommunen Jamay och delstaten Jalisco, i den centrala delen av landet, 400 km väster om huvudstaden Mexico City. Jamay ligger 1 535 meter över havet och antalet invånare är 16 310.
Terrängen runt Jamay är platt åt sydväst, men åt nordost är den kuperad. Runt Jamay är det ganska tätbefolkat, med 166 invånare per kvadratkilometer. Närmaste större samhälle är Ocotlán, 9,7 km nordväst om Jamay. Trakten runt Jamay består till största delen av jordbruksmark.